# Gospel (zespół muzyczny)
Gospel – amerykański zespół z Brooklynu. Został założony w 2002 na gruzach zespołu screamo Helen Of Troy, kiedy do grających tam Doolinga, Rosebooma i Millera dołączył Jon Pastir. Muzyka Gospel łączy atmosferę psychodelicznego/progresywnego rocka z agresją screamo/emo violence.
Pod koniec grudnia 2006 Gospel rozpadł się, pozostawiając nikłe nadzieje na dokończenie nagrania kolejnego albumu, którego wydanie planowane było na początek 2007 r.

## Członkowie
- Adam Dooling – wokal, gitara
- Sean Miller – bass
- Vincent Roseboom – perkusja
- Jon Pastir – gitara

## Dyskografia
- Gospel/The Kodan Armada split 10"/CD (Neon Boombox) 2004
- The Moon is a Dead World CD/LP (Level Plane Records) maj 2005